# Villa de Mazo
Villa de Mazo ist eine der 14 Gemeinden der Kanareninsel La Palma. 

## Charakter
Die Gemeinde Villa de Mazo liegt mit einer Fläche von 71,17 km² im Südosten La Palmas. Verwaltungssitz ist El Pueblo.
Auf dem Gemeindegebiet liegt an der Küste der Flughafen La Palma. Dieser und die mit ihm in Verbindung stehenden Gewerbeansiedlungen bilden einen wichtigen Wirtschaftszweig. Zudem ist in der Gemeinde der Weinbau verbreitet.
In der Nähe des Strandes von La Salemera wurde 1992 ein Leuchtturm als Navigationshilfe für die Schifffahrt an der Ostküste der Insel in Betrieb genommen.

## Orte der Gemeinde

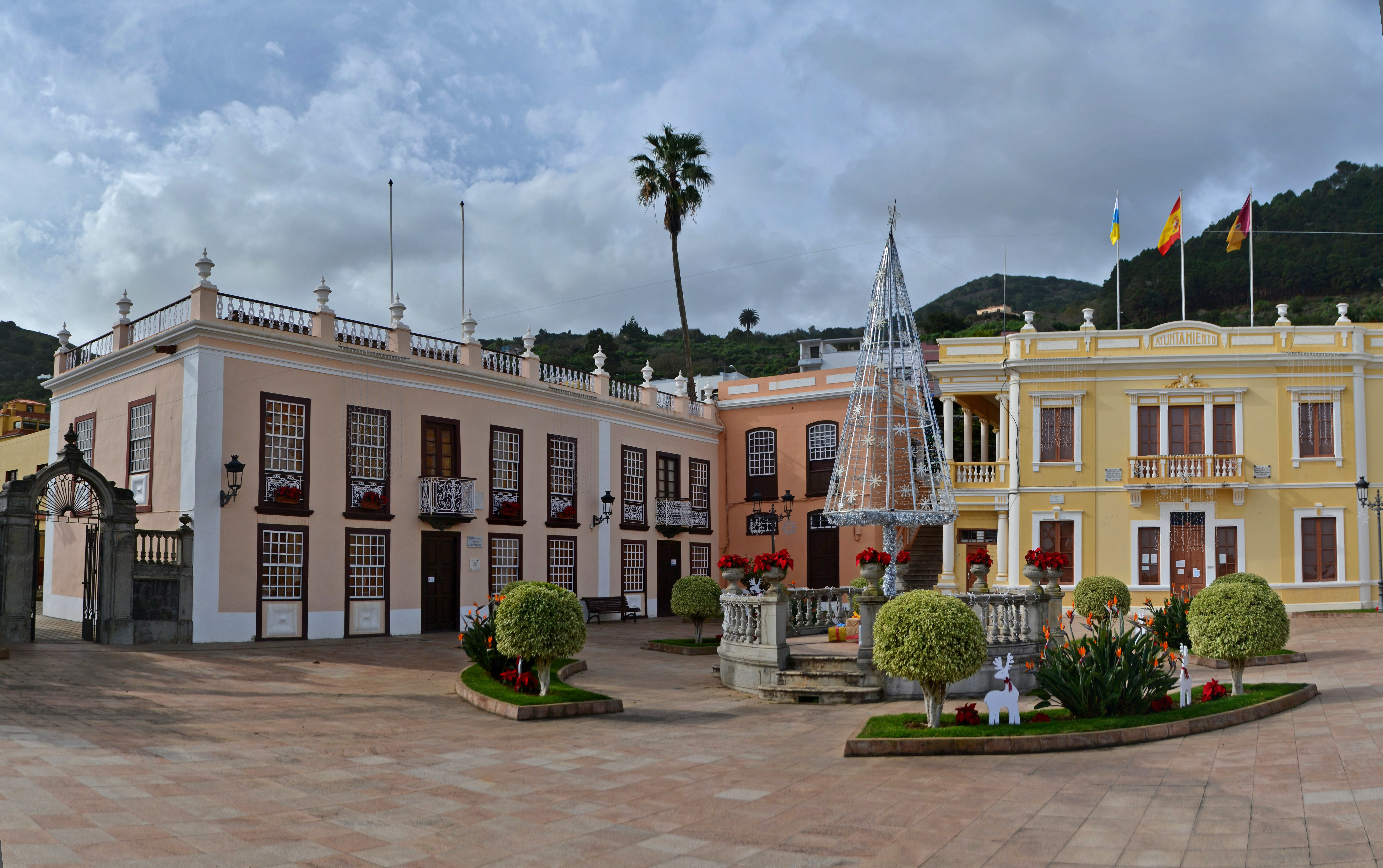
Rathaus, Weihnachten 2020

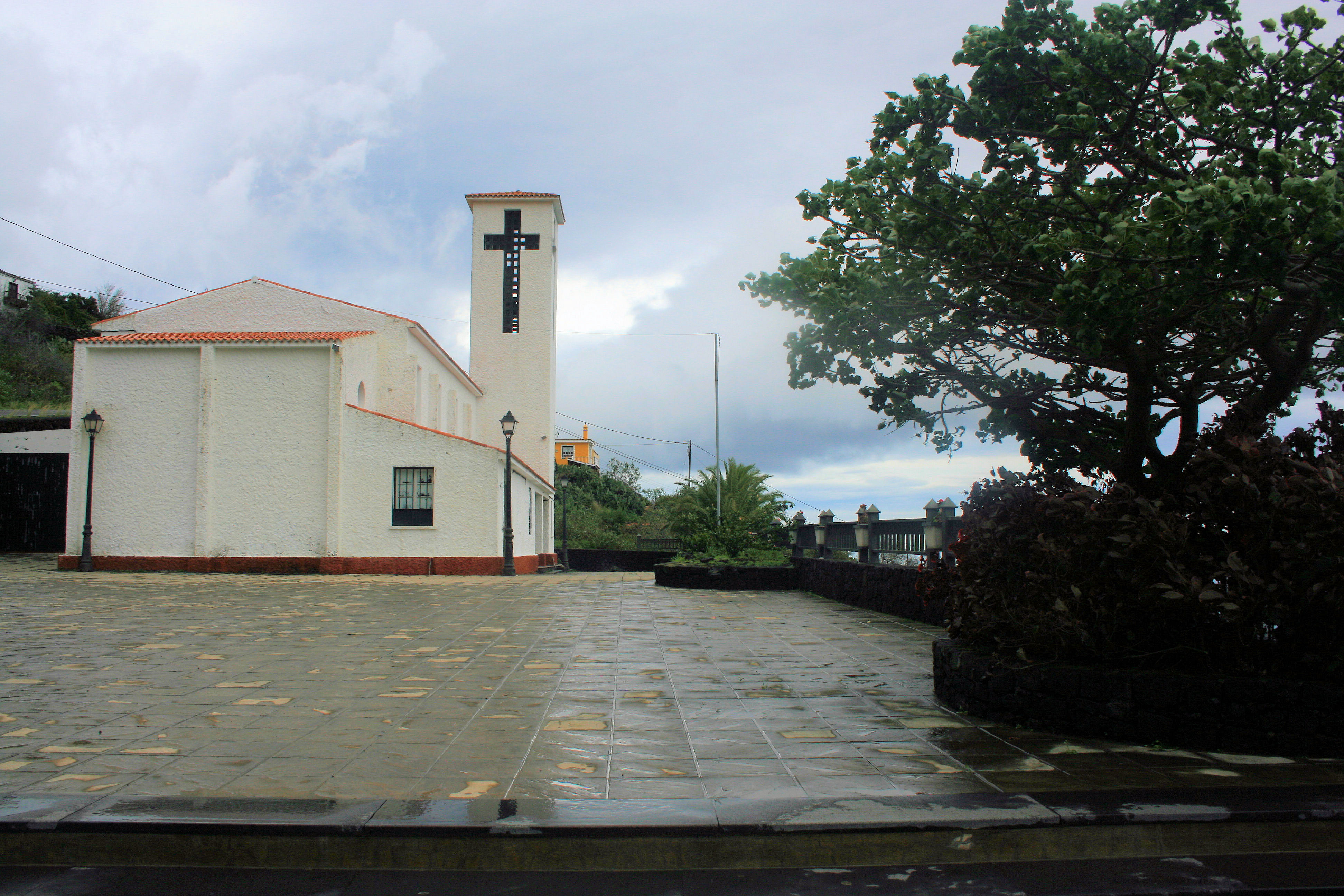
Kirche von Tigalate

Die Bevölkerungszahlen in Klammern stammen aus dem Jahr 2013.
- El Pueblo (532)
- Monte de Breña (528)
- Monte de Luna (375)
- Lodero (470)
- Tigalate (325)
- La Rosa (367)
- Callejones (350)
- La Sabina (280)
- Malpaises (Abajo) (299)
- Tiguerorte (228)
- Lomo Oscuro (260)
- Monte de Pueblo (232)
- Malpaises (Arriba) (149)
- San Simón (183)
- Monte (147)
- Poleal (133)

## Bevölkerungsentwicklung
| Jahr | Einwohner | Delta |
| ---- | --------- | ----- |
| 1900 | 4081      | n.a.  |
| 1910 | 4510      | +429  |
| 1920 | 4651      | +141  |
| 1930 | 4850      | +199  |
| 1940 | 5062      | +212  |
| 1950 | 4947      | −115  |
| 1960 | 4736      | −211  |

| Jahr | Einwohner | Delta |
| ---- | --------- | ----- |
| 1970 | 3771      | −965  |
| 1981 | 3564      | −207  |
| 1990 | 5112      | +1548 |
| 2001 | 4621      | −491  |
| 2004 | 4591      | −30   |
| 2013 | 4858      | +267  |

## Söhne und Töchter
- Elías Yanes Álvarez (1928–2018), römisch-katholischer Geistlicher, Erzbischof von Saragossa